# حمیدرضا گنگوزهی
حمیدرضا گنگوزهی (درگذشتهٔ ۱۵ فروردین ۱۳۹۵ در خاش) در جنوب سرحد بلوچستان آموزگار اهل ایران بود که در جریان تلاش برای نجات جان دانش‌آموزان، زیر آوار ماند و جان خود را از دست داد.

## شرح حادثه
حمیدرضا گنگوزهی بلوچ معلم دبستان ۵۳ نفری در روستای نوکجوی سرحد بلوچستان بود و در زنگ تفریح به همراه معلم دیگر مدرسه متوجه ریزش دیوار اتاق مخروبه در همسایگی ساختمان مدرسه روی بچه‌ها شد و به‌سرعت برای نجات دانش‌آموزان اقدام کرد اما سرعت و قدرت گردباد به حدی زیاد بود که سبب ریزش دیوار شد و معلم فداکار زیر آوار گرفتار و همچنین سبب زخمی‌شدن عبدالرئوف شهنوازی معلم دیگر نیز شد.
چاکرزهی، فرماندار خاش گفت: دیوار منزل روستایی که در همسایگی مدرسه قرار داشت، به دلیل بارندگی‌های اخیر نم کشیده بود که برای دانش‌آموزان در زنگ تفریح خطرساز شد.
علیرضا نخعی، مدیر کل آموزش و پرورش استان سیستان و بلوچستان نیز گفت: «در مسیر رفت‌وآمد دانش‌آموزان، دیوار مخروبه‌ای وجود داشت که به دلیل بارندگی‌های اخیر استحکام آن به کمترین حد خود رسیده بود. آموزگاران این مدرسه پس از اینکه یقین پیدا کردند دیوار در حال ریزش است، دوان‌دوان خود را به دانش‌آموزانی که در کنار این دیوار قرار داشتند، رساندند و دانش‌آموزان را از خطر قرارگرفتن زیر آوار با پرت‌کردن آنان نجات دادند.»
نخعی گفت این دیوار مربوط به فضای آموزشی مدرسه نبود و از آن اهالی روستاست و بیان کرد: «متأسفانه پس از نجات دانش‌آموزان، معلمان فداکار حمیدرضا گنگوزهی و عبدالرئوف شهنوازی زیر آوار گرفتار شدند که یکی از این عزیزان به‌طور کامل و دیگری پایش زیر آوار قرار گرفت.
وی افزود: مدتی طول کشید تا با کمک اهالی منطقه این افراد از زیر آوار بیرون کشیده شوند که متأسفانه حین انتقال این معلمان فداکار به بیمارستان، حمید گنگوزهی جان خود را از دست داد. همچنین در این حادثه عبدالرئوف شهنوازی نیز از ناحیه پا دچار شکستگی شد.»